# 利普波
利普波，是匈牙利巴兰尼亚州所辖的一个村。总面积14.53平方公里，总人口470，人口密度32.3人/平方公里（2011年1月1日）。